# Alfred Lannes de Montebello

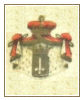
Wapen van een graaf Lannes op een etiket uit 1837

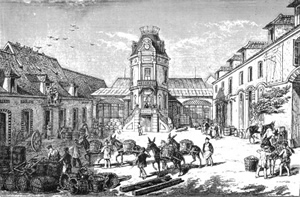
Met muilezels wordt de druivenoogst van Champagne de Montebello naar de bijgebouwen ("communs") van het kasteel in Marreuil-sur-Ay gebracht.

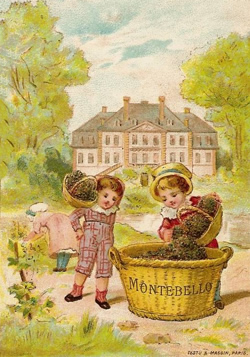
Reclame voor champagne van het nu verdwenen merk Lannes de Montebello. Op de achtergrond het kasteel van Mareuil-su-Ay in een zeer vrije weergave waarop het veel groter (vooral hoger) lijkt dan het is.

Alfred Lannes de Montebello is de naam van een historisch, maar inmiddels opgeheven champagnehuis. De champagne van het huis is niet meer in de handel. Alfred Lannes de Montebello was een jongere zoon van de Franse maarschalk Jean Lannes die de adellijke titel van een Hertog van Montebello verwierf. Zelf voerde hij een grafelijke titel. Hij werd een weinig succesvol politicus en handelde in champagne.
Het champagnehuis werd in 1830 gevestigd in het kasteel van Mareuil-sur-Ay. Dat kasteel was al sinds 1805 bezit van Napoléon-Auguste Lannes de Montebello, de oudste zoon van maarschalk Lannes. Bij het bezit hoorden 100 hectare wijngaarden waar de druiven voor de champagne werden verbouwd.
In de bijgebouwen ("communs") werd de in de 19e eeuw met muilezels aangevoerde druivenoogst geperst. Most en stille wijn werden in de in de kalksteen van de heuvel uitgegraven kelders opgeslagen.
Zijn jongere broers Alfred Lannes en generaal graaf gustave Lannes werden in 1834 vennoten in wat het "maison de Champagne Alfred de Montebello" ging heten. Ook de naam "Alfred Lannes de Montebello" komt voor. Ondanks economische crises, twee vernietigende oorlogen in 1870 en 1914 - 1918 en een epidemie van phylloxera heeft het huis gefloreerd totdat de economische crisis van 1929 leidde tot opheffing van het champagnehuis.
De champagne werd verkocht met een "plaque" waarop het wapen van de hertogelijke familie Lannes was afgebeeld. Het wapen stond ook op het etiket dat in grote letters de naam "Montebello" droeg. Een van de merken was de "Cordon Blanche".
Het champagnehuis van Alfred Lannes de Montebello werd tot de opheffing in 1929 voortgezet onder de naam Adrien Lannes de Montebello naar Adrien Jean Lannes de Montebello (1851 - 1935).
Flessen en capsules van dit champagnehuis worden nog steeds verzameld.